# Замок інтриг
«За́мок інтриг» (яп. 蜘蛛巣城, кумоносу дьо:), у міжнародному прокаті — «Трон у крові»; відомий також як «Скривавлений трон» та «Кривавий трон» — японська чорно-біла історико-філософська драма 1957 року, поставлена режисером Акірою Куросавою за мотивами п'єси Вільяма Шекспіра «Макбет».
Український переклад зробила студія Омікрон на замовлення Гуртом..

## Сюжет
Дія стрічки складається з п'яти актів та відбувається в Японії під час безперервної громадянської війни в Період Сенґоку, що тривав з середини XV століття до початку XVII-го.
Після грандіозної перемоги на полі битви, заблукавши в дрімучому лісі, лорди Васідзу та Мікі натрапляють на загадкову віщу стару, яка передбачає велике майбутнє Васідзу, і ще більше — нащадкам Мікі. Вибравшись з лісу, вони дійсно отримують виклик і почесні призначення від імператора. Васідзу, що підбурюється амбітною дружиною, і замислює піти далі за пророцтва старої чаклунки, але доля є доля…
Як і в трагедії Шекспіра, герої фільму у фіналі отримують відплату за свої діяння. Дружина Васідзу Такетокі божеволіє, а його самого вбивають його ж воїни.

## У ролях
| АКТОР             |   | РОЛЬ          |   | ПАРАЛЕЛЬ У «МАКБЕТІ»      |
| ----------------- | - | ------------- | - | ------------------------- |
| • Тосіро Міфуне   | … | Васідзу       | / | Макбет                    |
| • Ісудзу Ямада    | … | Асадзі        | / | леді Макбет               |
| • Мінору Тіакі    | … | Мікі          | / | Банко                     |
| • Тіеко Наніва    | … | лісовий дух   | / | три відьми                |
| • Хіросі Татікава | … | князь Цудзукі | / | король Дункан             |
| • Акіра Кубо      | … | Йосітеру      | / | Флінс                     |
| • Такамару Сасакі | … | Куніхару      | / | Малькольм і/або Дональбан |
| • Такасі Сімура   | … | Норіясу       | / | Макдуфф                   |

## Знімальна група
- Автори сценарію — Хідео Огуні, Шінобу Хашімото, Рюдзо Кікусіма, Акіра Куросава за мотивами п'єси Вільяма Шекспіра «Макбет» (1623)
- Режисер-постановник — Акіра Куросава
- Продюсери — Акіра Куросава, Седзіро Мотокі
- Оператор — Асакадзу Накаї
- Композитор — Масару Сато
- Художник-постановник — Йосіро Муракі

## Задум і виробництво
Про постановку Макбета Акіра Куросава мріяв давно, ще наприкінці 1940-х років, і збирався вдатися до екранізації відразу після того, як на екрани вийшов його фільм «Рашьомон» (1950), що отримав головний приз — «Золотого лева» на Венеційському міжнародному кінофестивалі, але, оскільки в цей період йде анонсування версії «Макбета» Орсона Веллса, Куросава відкладає свій задум на декілька років.
На початку історії створення цієї картини він не збирався робити постановку як режисер, себе Куросава вбачав сценаристом та продюсером. Після того, коли було написано сценарій, стало зрозумілим, що фільм буде досить дорогим — він обійшовся в 120 мільйонів єн, що в шість раз більше, ніж звичайний японський фільм того періоду. Звісно, що з таким велетенським бюджетом ніяка кінокомпанія не захотіла б ризикувати, тому режисер вирішив зробити постановку самостійно.
З огляду на бюджет, постановка була зроблена з розмахом. Зйомки на пленері проходили на території реконструйованого старовинного палацу на горі Фудзі та в межах її місцевості. Режисер скоротив кількість персонажів, змінив черговість сцен та обставини загибелі героїв. Сцена загибелі Васідзу знімалася за участю справжніх лучників, які, втім, стріляли бамбуковими муляжами. На думку Куросави, це повинно було викликати на обличчі Тосіро Міфуне вираження справжнього побоювання за своє життя, яке не так просто зімітувати.

## Художні особливості

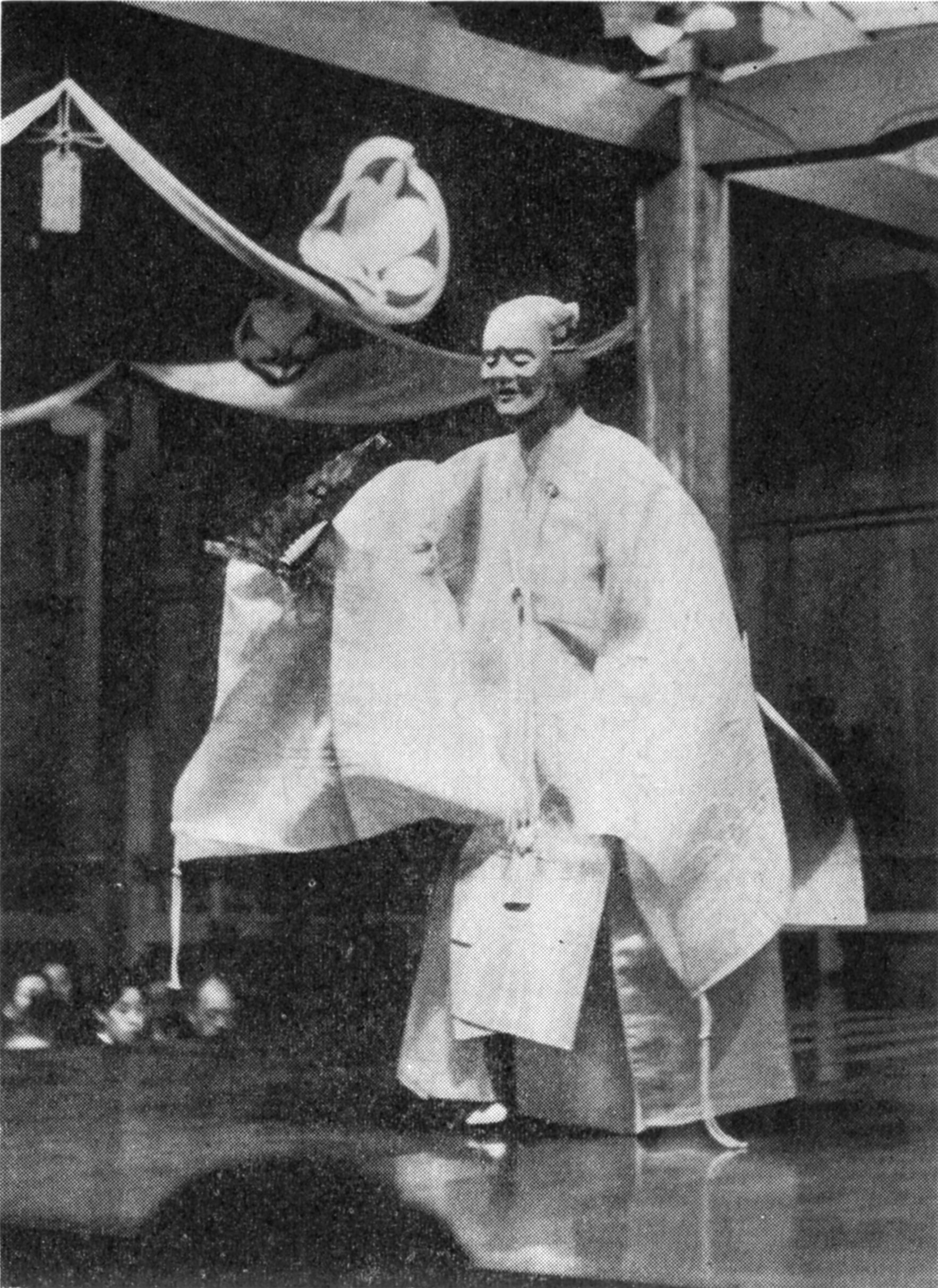
Театр Но, що вплинув на стилістику фільму

Сюжет фільму несуттєво відрізняється від подієвого ряду трагедії Шекспіра. Але слід зазначити, що головний герой Васідзу Такетокі (у виконанні Тосіро Міфуне) виступає не таким негативним персонажем, як Макбет, в той же час його дружина Асадзі (яку грає Ісудзу Ямада), навпаки, викликає більш негативні емоції, ніж леді Макбет.
Художні засоби стрічки були значною мірою збагачені впливом японської театральної традиції театру Но, що позначилося як на зовнішній стилізації, опрацюванні сцен і характерів, так і в акторській грі. Для занурення в образ головних героїв Куросава попросив Тосіро Міфуне і Ісудзу Ямаду вивчити фотографії масок (омоте) театру Но, що зображали відповідні архетипи, щоб актори відчули життя цих масок і злилися з ними у своїй грі.
Куросава говорив: «Люди зазвичай думають, що Но статичний. Це помилка. Театр Но включає також страхітливі несамовиті рухи, майже акробатичні. Вони настільки несамовиті, що можна тільки дивуватися, як людині вдається рухатися настільки люто. Актор, здатний на таку дію, представляє його спокійно, ховаючи сам рух. Тобто і спокій і пристрасність співіснують разом».

## Відгуки про фільм
В одному зі своїх інтерв'ю Пітер Брук зазначав, що він не певен в тому, чи можуть п'єси Шекспіра бути настільки ж гарними в кіно, як у театрі, а також те, що, в принципі, на його думку, це нікому не вдалося за винятком Акіри Куросави. Брук зазначав, що японський «Макбет» — це найкращий Шекспір, якого він бачив у кіно.
Григорій Козінцев, радянський режисер:
…Я бачив «Макбета», де не було віршів, Шотландії; замість відьом лише один старичок розмотував вічну нитку, проте, на мій погляд, «Скривавлений трон» японського режисера Акіри Куросави, знятий в 1957 році, — найкращий шекспірівський фільм. Сталося так, що пластика образу феодальної Японії: фортеці-загороди, збиті з величезних колод, войовничий ритуал самураїв, їх обладунки зі значками-прапорами, заткнутими за спини, криваві поєдинки, подібні до танцю, — усе це виявилося близьким трагічній поезії шекспірівських образів. І, зрозуміло, передусім слід говорити про те, що наповнило життєвою силою пластичні образи: про силу пристрасті японських виконавців, невідомої європейському театру і кіно. Нерухому маску — обличчя Тосіро Міфуне із скаженими косоокими очима — забути, хоч би раз подивившись фільм, вже неможливо. У грі акторів не було зовнішньої життєподібності, але напруга думки і почуттів одухотворяла умовність. Внутрішнє життя людей було не лише справжньою, але і по-шекспірівському потужною…— Г. Козінцев. Наш сучасник Вільям Шекспір (1966)(рос.)

## Визнання
| Нагороди та номінації фільму «Замок інтриг» | Нагороди та номінації фільму «Замок інтриг» | Нагороди та номінації фільму «Замок інтриг» | Нагороди та номінації фільму «Замок інтриг» | Нагороди та номінації фільму «Замок інтриг» | Нагороди та номінації фільму «Замок інтриг» |
| Рік                                         | Кінофестиваль/кінопремія                    | Категорія/нагорода                          | Номінант                                    | Результат                                   |                                             |
| ------------------------------------------- | ------------------------------------------- | ------------------------------------------- | ------------------------------------------- | ------------------------------------------- | ------------------------------------------- |
| 1957                                        | Венеційський міжнародний кінофестиваль      | Золотий лев                                 | Замок інтриг                                | Номінація                                   |                                             |
| 1958                                        | Премія Kinema Junpo                         | Найкраща акторка                            | Ісудзу Ямада                                | Перемога                                    |                                             |
| 1958                                        | Премія Майніті                              | Найкращий актор                             | Тосіро Міфуне                               | Перемога                                    |                                             |
| 1958                                        | Премія Майніті                              | Найкраща робота художника-постановника      | Йосіро Муракі                               | Перемога                                    |                                             |